# Ивановка (Кагарлыкский район)
Ивановка (укр. Іванівка) — село, входит в Кагарлыкский район Киевской области Украины.
Население по переписи 2001 года составляло 330 человек. Почтовый индекс — 09242. Телефонный код — 4573. Занимает площадь 2,073 км². Код КОАТУУ — 3222282002.

## История
В 1946 г. указом ПВС УССР село Яновка переименовано в Ивановку

## Местный совет
09244, Київська обл., Кагарлицький р-н, с. Горохуватка, вул. Радянська,1а, тел. (укр.)